# Canton de Biarritz
Le canton de Biarritz est une circonscription électorale française du département des Pyrénées-Atlantiques.

## Histoire
Le canton est créé par la loi du 28 avril 1895 divisant le canton de Bayonne Nord-Ouest.
Il est supprimé par le décret no 73-669 du 13 juillet 1973 créant les cantons de Biarritz-Est et Biarritz-Ouest.
Un nouveau découpage territorial des Pyrénées-Atlantiques entre en vigueur à l'occasion des élections départementales de 2015. Il est défini par le décret du 25 février 2014, en application des lois du 17 mai 2013 (loi organique 2013-402 et loi 2013-403). Les conseillers départementaux sont, à compter de ces élections, élus au scrutin majoritaire binominal mixte. Les électeurs de chaque canton élisent au Conseil départemental, nouvelle appellation du Conseil général, deux membres de sexe différent, qui se présentent en binôme de candidats. Les conseillers départementaux sont élus pour 6 ans au scrutin binominal majoritaire à deux tours, l'accès au second tour nécessitant 12,5 % des inscrits au 1er tour. En outre la totalité des conseillers départementaux est renouvelée. Ce nouveau mode de scrutin nécessite un redécoupage des cantons dont le nombre est divisé par deux avec arrondi à l'unité impaire supérieure si ce nombre n'est pas entier impair, assorti de conditions de seuils minimaux. Dans les Pyrénées-Atlantiques, le nombre de cantons passe ainsi de 52 à 27. Le canton de Biarritz est recréé par ce décret.
Il est entièrement inclus dans l'arrondissement de Bayonne. Le bureau centralisateur est situé à Biarritz.

## Représentation

### Conseillers d'arrondissement (de 1895 à 1940)
| Période                                  | Période      | Identité                    | Étiquette   | Qualité |
| ---------------------------------------- | ------------ | --------------------------- | ----------- | --- |
| 1833                                     | 1848         | Pierre Labrouche            |             | Négociant, conseiller municipal de Bayonne                                                                  |
|                                          |              |                             |             | |
| 1901                                     | 1907         | Félix Moureu                | Républicain | Pharmacien, maire de Biarritz (1895-1904)                                                                   |
|                                          |              |                             |             | |
| 1925                                     | 1930 (décès) | Jules Patou                 | Droite      | Conseiller municipal de Biarritz                                                                            |
| 1930                                     | 1940         | Édouard Forgues (1882-1954) | Radical     | Ingénieur, conseiller municipal de Biarritz                                                                 |
| 1940                                     |              |                             |             | Les conseils d'arrondissement ont été suspendus par la loi du 12 octobre 1940 et n'ont jamais été réactivés |
| Les données manquantes sont à compléter. |              |                             |             | |

### Conseillers généraux de 1895 à 1973
| Période         | Période      | Identité                        | Étiquette                | Qualité |
| --------------- | ------------ | ------------------------------- | ------------------------ | --- |
| 1895            | 1919 (décès) | Pierre Forsans                  | Union républicaine       | Ingénieur puis directeur aux chemins de fer Sénateur (1909-1919)                                                                                        |
| 1919            | 1922         | Gabriel Moussempès              | Républicain (droite)     | Manufacturier en produits céramiques à Biarritz |
| 1922            | 1928         | Alcide Augey (1888-1934)        | Républicain démocratique | Docteur en médecine |
| 1928            | 1934         | Maurice Dulout                  | Rad.                     | Docteur en médecine Adjoint au maire de Biarritz |
| 1934            | 1940         | Ferdinand Hirigoyen (1885-1978) | Rad.                     | Maire de Biarritz (1929-1941 et 1944-1945) |
|                 |              |                                 |                          | |
| 1945            | 1966 (décès) | Maurice Matton                  | DVD puis RS puis DVD     | Médecin |
| 10 juillet 1966 | 1973         | Guy Petit                       | CNIP                     | Avocat Maire de Biarritz (1945-1977) Député (1946-1958) Sénateur (1959-1983) Secrétaire d'État (1952-1953) Elu en 1973 dans le Canton de Biarritz-Ouest |

### Conseillers départementaux depuis 2015
| Période élective | Période élective | Mandat | Mandat   | Identité         | Nuance | Nuance | Qualité |
| ---------------- | ---------------- | ------ | -------- | ---------------- | ------ | ------ | --- |
| 2015             | 2021             | 2015   | 2021     | Maïder Arosteguy |        | LR     | Conseillère en management Maire de Biarritz |
| 2015             | 2021             | 2015   | 2021     | Max Brisson      |        | LR     | Professeur agrégé d'histoire Ancien conseiller municipal de Biarritz (1989-2017) Ancien conseiller général du Canton de Biarritz-Ouest (1998-2015) Ancien 1er Vice-Président du Conseil Départemental (2015-2017) Sénateur depuis 2017 |
| 2021             | 2028             | 2021   | en cours | Max Brisson      |        | LR     | Conseiller sortant |
| 2021             | 2028             | 2021   | en cours | Martine Vals     |        | DVD    | Cadre commercial, adjointe au maire de Biarritz |

### Résultats détaillés

#### Élections de mars 2015
À l'issue du 1er tour des élections départementales de 2015, deux binômes sont en ballottage : Maïder Arosteguy et Max Brisson (Union de la Droite, 26,51 %) et Ghislaine Haye et Guy Lafite (Union de la Gauche, 22,46 %). Le taux de participation est de 44,32 % (10 048 votants sur 22 671 inscrits) contre 52,8 % au niveau départemental et 50,17 % au niveau national.
Au second tour, Maïder Arosteguy et Max Brisson (Union de la Droite) sont élus avec 54,96 % des suffrages exprimés et un taux de participation de 43,71 % (5 031 voix pour 9 910 votants et 22 671 inscrits).
Maïder Arosteguy n'est plus membre de l'UDI, mais des Républicains.

#### Élections de juin 2021
Le premier tour des élections départementales de 2021 est marqué par un très faible taux de participation (33,26 % au niveau national). Dans le canton de Biarritz, ce taux de participation est de 30,89 % (6 930 votants sur 22 433 inscrits) contre 38,82 % au niveau départemental. À l'issue de ce premier tour, deux binômes sont en ballottage : Max Brisson et Martine Vals (Union à droite, 32,08 %) et Mathieu Castaings et Ana Ezcurra (binôme écologiste, 18,79 %).
Le second tour des élections est marqué une nouvelle fois par une abstention massive équivalente au premier tour. Les taux de participation sont de 34,36 % au niveau national, 40,13 % dans le département et 32,76 % dans le canton de Biarritz. Max Brisson et Martine Vals (Union à droite) sont élus avec 53,72 % des suffrages exprimés (3 637 voix pour 7 349 votants et 22 433 inscrits),,. 

## Composition

### Composition de 1895 à 1973
Le canton est formé de la commune de Biarritz.

### Composition depuis 2014
Le canton de Biarritz comprend la seule commune de Biarritz.
| Nom                              | Code Insee | Intercommunalité  | Superficie (km2) | Population (dernière pop. légale) | Densité (hab./km2) | Modifier                                    |
| -------------------------------- | ---------- | ----------------- | ---------------- | --------------------------------- | ------------------ | ------------------------------------------- |
| Biarritz (bureau centralisateur) | 64122      | CA du Pays Basque | 11,66            | 25 810 (2022)                     | 2 214              | modifier les données · modifier les données |
| Canton de Biarritz               | 6407       |                   |                  | 25 810 (2022)                     |                    | modifier les données                        |

## Démographie
En 2022, le canton comptait 25 810 habitants, en évolution de +4,17 % par rapport à 2016 (Pyrénées-Atlantiques : +3,78 %, France hors Mayotte : +2,11 %).
| 2013   | 2018   | 2022   |
| ------ | ------ | ------ |
| 24 993 | 25 532 | 25 810 |